# Helianthemum orientale
Helianthemum orientale là một loài thực vật có hoa trong họ Nham mân khôi. Loài này được Juz. & Pozd. mô tả khoa học đầu tiên.